# Kup Crne Gore u vaterpolu 2008./09.
Kup Crne Gore u vaterpolu 2008/09. je bio treće izdanje natjecanja za kup Crne Gore u vaterpolu. Osvajač kupa 2008/09. je Budvanska rivijera.
Igraju se tri turnira.

## Natjecanje

### Prvi turnir
Jadran CKB - Primorac 11:12 (4:2, 3:1, 1:6, 3:3) 

Budvanska rivijera - Cattaro 11:6 (3:1, 1:2, 4:3, 3:0)

### Drugi turnir
Budvanska rivijera - Jadran CKB 8:7 (1:1, 1:0, 2:4, 4:2) 

Primorac - Cattaro 12:6 (4:2, 2:3, 4:0, 2:1)

### Treći turnir
Budvanska rivijera - Primorac 9:7 (1:3, 2:1, 3:2, 3:1) 

Jadran CKB - Cattaro 9:7 (1:0, 4:2, 2:2, 2:3)